# Nomindra indulkana
Nomindra indulkana là một loài nhện trong họ Gnaphosidae.
Loài này thuộc chi Nomindra. Nomindra indulkana được Norman I. Platnick & Barbara Baehr miêu tả năm 2006.